# (60001) Adélka
(60001) Adélka – planetoida z pasa głównego asteroid okrążająca Słońce w ciągu 5 lat i 175 dni w średniej odległości 3,11 j.a. Została odkryta 4 października 1999 roku w obserwatorium astronomicznym w Ondřejovie przez Lenkę Šarounovą. Nazwa planetoidy pochodzi od Adélki Kotkovej (ur. 2006), córki odkrywczyni. Przed nadaniem nazwy planetoida nosiła oznaczenie tymczasowe (60001) 1999 TG5.